# أوليفيا كوك
أوليفيا كوك (بالإنجليزية: Olivia Cooke) (ولدت في 27 ديسمبر 1993، أولدهام، مانشستر الكبرى، إنجلترا)، ممثلة أنجليزية.

## نشأتها والتعليم
ولدت أوليفيا كوك في أولدهام في مانشستر الكبرى لأسرة تتكون من أب يعمل كظابط شرطة، وأمها تعمل كممثلة مبيعات. عندما كانت صغيرة بدأت تأخذ دروساً في الباليه الجمباز. وفي المدرسة شاركت في المسرحيات المدرسية، إضافةً إلى عملها في مسرح سندريلا. وفي سن الرابعة عشر عاماً، حصلت على وكيلة لها في مانشستر وهي وقعت عقداً مع وكالة الفنانين المبدعين في مانشستر، بمناسبة ظهورها في العديد من الإعلانات التلفزيونية.

## مشوارها الفني
في عام2011 عُرفت بتأديتها لدور (إيما ديكودي) في سلسلة مسلسلات الدرامية «نزل بيتس» ، ومشاركتها في مسلسل القصير التلفزيوني Blackout، ومسلسل The Secret of Crickley Hall. ظهرت أوليفيا كوك بجانب المغني هاري ستايلز في فيديو كليب أغنية Autumn Term من الفرقة الغنائية ون دايركشن. أدت الدور الرئيسي لدور (جين هاربر) في فيلم الرعب الهادئون الذي أنتجته شركة «ليونزغيت إنترتاينمنت» ، وقيامها بالتمثيل في فيلم الخيال العلمي الإشارة. في عام 2014 لعبت دور «الين موريس» في فيلم الرعب ويجا. في عام 2015 شاركت في فيلم الدراما والكوميديا أنا وإيرل والفتاة المحتضرة،شاركت في مسلسل آل التنين في دور الملكة أليسينت هايتور.

## الأعمال

### أفلام
| السنة | الفيلم                     | الدور                     |
| ----- | -------------------------- | ------------------------- |
| 2014  | Ruby's Skin                | روبي                      |
| 2014  | The Quiet Ones             | جين هاربر                 |
| 2014  | الإشارة                    | هالي بيترسون              |
| 2014  | ويجا                       | لين موريس                 |
| 2015  | أنا وإيرل والفتاة المحتضرة | راشيل كوشنر               |
| 2016  | The Limehouse Golem        | إليزابيث "ليزي" كري       |
| 2016  | Katie Says Goodbye         | كاتي                      |
| 2017  | Thoroughbreds              | أماندا                    |
| 2018  | ريدي بلاير وان             | سامانثا كوك               |
| 2018  | Follow the Roses           | أنجي                      |
| 2018  | Life Itself                | ديلان ديمبسي              |
| 2019  | صوت المعدن                 | لو بيركر                  |
| 2020  | Pixie                      | بيكسي أوبراين             |
| 2021  | سمكة صغيرة                 | إيما رايرسون              |
| 2021  | Naked Singularity          | ليا ديليون                |
| 2022  | Fireheart                  | جورجيا نولان (تمثيل صوتي) |
| 2023  | The Good Mother            | بيغ                       |

### مسلسلات
| السنة      | العنوان                     | الدور                   | ملاحظة    | مرجع          |
| ---------- | --------------------------- | ----------------------- | --------- | ------------- |
| 2012       | Blackout                    | ميغ ديمويس              | الحلقة 3  | [ 12 ] [ 13 ] |
| 2012       | The Secret of Crickley Hall | نانسي لينيت             | الحلقة 3  | [ 12 ]        |
| 2013–2017  | نزل بيتس                    | إيما ديكودي             | دور رئيسي | [ 14 ]        |
| 2015       | Axe Cop                     | وحش لوخ نس (تمثيل صوتي) |           |               |
| 2018       | Vanity Fair                 | بيكي شارب               | دور رئيسي | [ 15 ]        |
| 2019       | الحب الحديث                 | كارلا                   |           | [ 16 ]        |
| 2022       | خيول بطيئة                  | سيدوني "سيد" بيكر       | الحلقة 3  | [ 17 ] [ 18 ] |
| 2022–مستمر | آل التنين                   | أليسنت هايتاور          | دور رئيسي | [ 19 ]        |

## وصلات خارجية
- أوليفيا كوك على موقع IMDb (الإنجليزية)
- أوليفيا كوك على موقع روتن توميتوز (الإنجليزية)
- أوليفيا كوك على موقع قاعدة بيانات الأفلام العربية
- أوليفيا كوك على موقع ألو سيني (الفرنسية)
- أوليفيا كوك على موقع ميوزك برينز (الإنجليزية)
- أوليفيا كوك على موقع أول موفي (الإنجليزية)
- أوليفيا كوك على موقع قاعدة بيانات الفيلم (الإنجليزية)
- أوليفيا كوك على موقع كينوبويسك (الروسية)